# Robin Thicke
Robin Alan Thicke (Los Angeles, 10 marzo 1977) è un cantautore e produttore discografico statunitense. Interprete di grandi successi internazionali tra cui Blurred Lines e Lost Without U, nonché autore di brani per artisti come Christina Aguilera e Usher, nella sua carriera Thicke ha pubblicato 8 album ed è diventato uno dei primi cantanti bianchi ad imporsi con successo nel mercato R&B per un lungo periodo.

## Carriera
Figlio della cantante/attrice Gloria Loring e del presentatore/attore Alan Thicke, noto per la sitcom Genitori in blue jeans, ha iniziato ad interessarsi alla musica fin da piccolo, grazie all'ascolto dei suoi idoli Marvin Gaye e Stevie Wonder. Senza prendere lezioni, come autodidatta, inizia a suonare la chitarra classica e il pianoforte e poco più che adolescente inizia a scrivere canzoni, firmando svariati successi per artisti come Christina Aguilera, Brandy, Mya e molti altri.
Nel 2000 lavora al suo album di debutto Cherry Blue Skies, presentandosi semplicemente come Thicke. Ma il suo vero debutto risale al 2003 quando l'album viene ripubblicato con l'aggiunta di due brani e reintitolato A Beautiful World e trainato dal singolo When I Get You Alone. Il brano, che contiene un campionamento della Sinfonia n. 5 di Beethoven, è accompagnato da un trascinante videoclip in cui il cantautore sfreccia per le strade di Manhattan in bicicletta.
Il 2005 è un anno importante per lui, infatti sposa la fidanzata Paula Patton, che era apparsa nuda sulla copertina di A Beautiful World, e cambia casa discografica passando alla Star Trak Records di Pharrell Williams, vince il suo primo Grammy Award per la collaborazione con Usher per l'album Confessions e inizia a lavorare al suo secondo album. Nel 2006 pubblica The Evolution of Robin Thicke presentandosi con il suo nome completo, il primo singolo estratto è Wanna Love U Girl con la collaborazione di Pharrell Williams, seguito dalla intensa ballata soul Lost Without U, cantata completamente in falsetto.
Nel 2007 collabora nel brano Follow My ideato e creato dai Muse. Oltre che con 50 Cent, ha duettato con Faith Evans e Mary J. Blige. Nel 2008 suona il piano nel brano di Usher Love in This Club e collabora con Ashanti nel suo album The Declaration.
Anticipato dal singolo Magic, nel settembre del 2008 pubblica il suo terzo album in studio, intitolato Something Else.
A meno di un anno dalla pubblicazione di Something Else, il 15 dicembre 2009 verrà pubblicato il suo quarto album dal titolo Sex Therapy, anticipato dal singolo omonimo, reso disponibile per il download digitale dal 20 ottobre dello stesso anno. Sempre nel 2009 partecipa a Somebody to Love, singolo di debutto dell'attrice Leighton Meester. Nel 2010 partecipa al singolo di beneficenza We Are the World, per raccogliere fondi a favore delle popolazioni colpite dal terremoto di Haiti 2010.
Il 6 dicembre 2011 viene pubblicato il suo quinto album, intitolato Love After War, anticipato dall'omonimo singolo. Il secondo singolo estratto è Pretty Lil' Heart con la partecipazione di Lil Wayne. Dopo la scomparsa della cantante Whitney Houston, incide una personale cover del singolo Exhale (Shoop Shoop), come tributo alla cantante. Nel maggio 2012 intraprende una nuova esperienza artistica, come giudice del talent show del ABC intitolato Duets. Al suo fianco, come mentori dei concorrenti, vi sono John Legend, Jennifer Nettles e Kelly Clarkson.
Il 20 marzo 2013 esce il suo nuovo singolo dal titolo Blurred Lines in collaborazione con T.I. e Pharrell, che anticipa il suo sesto album in studio dal titolo omonimo. Il singolo ha ottenuto un ottimo riscontro di critica e pubblico, raggiungendo i vertici delle classifiche di numerosi paesi e diventando il singolo di maggior successo dell'artista. Anticipato dal singolo Get Her Back, nel luglio 2014 viene pubblicato il settimo album intitolato Paula. L'album è dedicato alla moglie Paula Patton, da cui si è separato ad inizio 2014.
Nel 2015, Robin Thicke pubblica il singolo Back Together in collaborazione con Nicki Minaj. Nello stesso anno, l'artista pubblica un singolo da solista intitolato Morning Sun mentre nel 2016 pubblica i singoli Deep e One Shot, oltre a collaborare con Flo Rida nel brano I Don't Like It, I Love It. Nel 2017, Thicke collabora con Pitbull nel singolo Bad Man, brano incluso nel suo album Climate Change; i due cantano il brano dal vivo durante i Grammys.
Negli anni successivi, Thicke ha pubblicato altri singoli: Testify nel 2018, That's What Love Can Do e When You Love Somebody nel 2019, Forever Mine nel 2020, Beautiful nel 2021. Nel 2019 l'artista ha manifestato l'intenzione di pubblicare un nuovo album, per poi partecipare a più edizioni del programma televisivo The Masked Singer in qualità di giudice. Nel febbraio 2021, a 7 anni dal precedente lavoro, pubblica il suo ottavo album On Earth, and on Heaven.

## Vita privata
L'11 giugno 2005 il cantante sposa l'attrice Paula Patton. La coppia ha avuto il loro primo figlio, Julian Fuego Thicke, il 6 aprile 2010. Nel febbraio del 2014 la coppia annuncia la loro separazione. Se in un primo periodo la separazione fra i due sembrava pacifica, successivamente Patton ha richiesto l'affido esclusivo del loro bambino accusando Thicke di aver ecceduto nello sculacciare il bambino con il proposito di educarlo.

## Controversie

### Esibizione con Miley Cyrus
Nel 2013, Thicke ha destato molto clamore in seguito alla sua performance con Miley Cyrus tenutasi durante gli MTV Video Music Awards: durante l'esibizione, in cui i cantanti avevano eseguito rispettivamente le canzoni Blurred Lines e We Can't Stop, Cyrus aveva infatti eseguito del twerking in maniera tale da mimare un atto sessuale insieme al collega. L'esibizione ha destato molto clamore non solo perché ritenuta volgare dall'opinione pubblica, ma anche per via della differenza d'età fra i due artisti. Il clamore è stato tale da portare Thicke a dichiarare di non aver provato alcuno stimolo sessuale durante l'esibizione e che non aveva idea di quali fossero le intenzioni della collega prima della performance. Di contro, Miley Cyrus ha dichiarato che il cantante le aveva esplicitamente chiesto di essere «il più nuda possibile» durante l'esibizione.

### Accusa di plagio
In seguito al successo di Blurred Lines, gli eredi del cantante Marvin Gaye hanno denunciato Thicke e Pharrell Williams sostenendo che il brano fosse un plagio della canzone di Gaye Got to Give It Up. Dopo una prima condanna, i due artisti sono ricorsi in appello. Nel 2018 un tribunale federale di Los Angeles ha condannato Thicke e Williams al pagamento di 5 milioni di dollari per violazione del copyright.

### Accuse di sessismo e antifemminismo
A seguito del rilascio del singolo Blurred Lines numerosi centri che operano contro la violenza sulle donne e gli abusi sessuali hanno accusato il brano di incentivare al sesso senza consenso, allo stupro e allo sfruttamento sessuale. Il brano è stato definito dal The Guardian come «la canzone più controversa del decennio» sia per il contenuto sessuale esplicito del testo e del video, che per le polemiche sollevatesi nell'opinione pubblica.
Sebbene Robin Thicke abbia sostenuto che la canzone fosse un brano femminista, nel 2013 l'associazione End Violence Against Women Coalition ha nominato il cantante «sessista dell'anno».

### Accuse di molestie sessuali
Il 3 ottobre 2021 la modella e attrice Emily Ratajkowski pubblica sulla rivista britannica The Sunday Times un estratto dalla sua biografia My Body in cui racconta di aver subito molestie sessuali nel corso della registrazione del video musicale del singolo Blurred Lines :
«Improvvisamente, dal nulla, ho sentito la freddezza e l'estraneità delle mani di uno sconosciuto che mi stringevano i seni nudi da dietro, [...] Mi sono istintivamente allontanata, guardando indietro ho visto Robin Thicke. Lui sorrise con un ghigno goffo e inciampò all'indietro, i suoi occhi nascosti dietro gli occhiali da sole. La mia testa si voltò verso l'oscurità oltre il set. [...] La voce della regista, Diane Martel, si è incrinata mentre mi gridava: ''Stai bene?''»
La regista Diane Martel ha sostenuto Ratajkowski dichiarando di aver urlato al cantante chiedendo spiegazioni e chiudendo immediatamente le riprese, ottenendo da parte di Thicke delle «scuse timide, come se sapesse che era sbagliato senza capire come poteva sentirsi Emily».

## Discografia

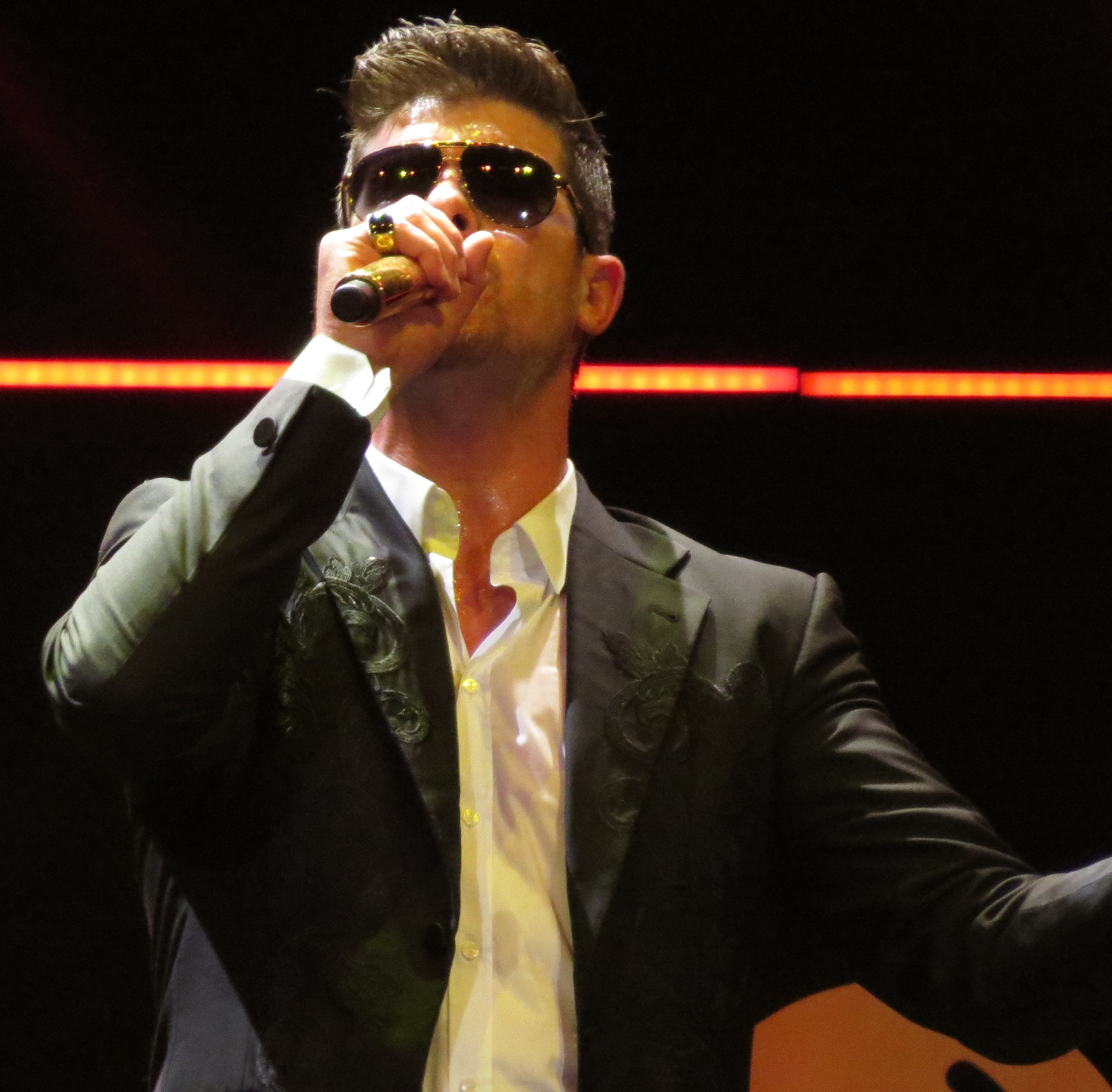
Robin Thicke durante un'esibizione nel 2013.

### Album in studio
- 2003 – A Beautiful World
- 2006 – The Evolution of Robin Thicke
- 2008 – Something Else
- 2009 – Sex Therapy
- 2011 – Love After War
- 2013 – Blurred Lines
- 2014 – Paula
- 2021 – On Earth, and in Heaven

## Filmografia
- Blue Jeans (The Wonder Years) – serie TV, 2 episodi (1989)
- Dieci sono pochi (Just the Ten of Us) – serie TV, 1 episodio (1990)
- Lassie – serie TV, 2 episodi (1990)
- American Dad! – serie TV, 1 episodio (2014) - voce
- Making the Rules, regia di Jimbo Lee (2014)

## Programmi televisivi
- The Masked Singer (2020-presente) – Giudice

## Riconoscimenti
- American Music Award
  - 2007 – Candidato – Nuovo Artista dell'anno
  - 2013 – Candidato – Artista Pop/Rock maschile preferito
  - 2013 – Candidato – Artista Soul/R&B maschile preferito
  - 2013 – Candidato – Album Soul/R&B preferito per Blurred Lines
  - 2013 – Candidato – Singolo dell'anno per Blurred Lines
- Billboard Music Awards
  - 2014 – Vinto – Canzone della radio preferita per Blurred Lines
  - 2014 – Vinto – Canzone digitale preferita per Blurred Lines
  - 2014 – Vinto – Canzone della Hot 100 preferita per Blurred Lines
  - 2014 – Candidato – Canzone Streaming preferita per Blurred Lines
  - 2014 – Vinto – Canzone R&B preferita per Blurred Lines
  - 2014 – Candidato – Album R&B preferito per Blurred Lines
  - 2014 – Candidato – Artista R&B preferito
- Grammy Awards
  - 2009 – Candidato – Grammy Award all'album dell'anno per Tha Carter III (come coautore)
  - 2014 – Candidato – Grammy Award alla registrazione dell'anno per Blurred Lines
  - 2014 – Candidato – Grammy Award alla miglior performance pop di un duo o un gruppo per Blurred Lines
  - 2014 – Candidato – Grammy Award al miglior album pop vocale per Blurred Lines
- Juno Awards
  - 2012 – Candidato – Brano R&B/Soul dell'anno per Pretty Lil' Heart
  - 2014 – Candidato – Artista dell'anno
  - 2014 – Candidato – Premio alla scelta dei fan
  - 2014 – Candidato – Album pop dell'anno per Blurred Lines
- MTV Video Music Awards
  - 2007 – Candidato – Artista maschile dell'anno
  - 2013 – Candidato – Video dell'anno per Blurred Lines
  - 2013 – Candidato – Miglior video di un artista maschile per Blurred Lines
  - 2013 – Candidato – Miglior collaborazione per Blurred Lines
- NAACP Image Award
  - 2014 – Vinto – Miglior Duo, Gruppo o collaborazione per Blurred Lines
- Soul Train Music Award
  - 2007 – Candidato – Miglior album R&B/Soul maschile per The Evolution of Robin Thicke
  - 2009 – Candidato – Miglior Artista R&B/Soul maschile
  - 2012 – Candidato – Miglior Artista R&B/Soul maschile
  - 2013 – Candidato – Miglior Artista R&B/Soul maschile
  - 2013 – Vinto – Canzone dell'anno per Blurred Lines
  - 2013 – Candidato – Video dell'anno per Blurred Lines
  - 2013 – Vinto – Miglior collaborazione per Blurred Lines
  - 2013 – Candidato – Miglior performance dance per Blurred Lines